# حالا نگاه نکن
حالا نگاه نکن (انگلیسی: Don't Look Now) فیلمی به کارگردانی نیکلاس روگ است که در سال ۱۹۷۳ منتشر شد. از بازیگران آن می‌توان به جولی کریستی، دونالد ساترلند، لئوپولدو تریئسته و دیوید تری اشاره کرد.